# Olympische Sommerspiele 1988/Teilnehmer (Hongkong)
| Gelbes Symbol für Goldmedaillen mit stilisierten Olympischen Ringen | Graues Symbol für Silbermedaillen mit stilisierten Olympischen Ringen | Braundes Symbol für Bronzemedaillen mit stilisierten Olympischen Ringen |
| ------------------------------------------------------------------- | --------------------------------------------------------------------- | ----------------------------------------------------------------------- |
| —                                                                   | —                                                                     | —                                                                       |

Hongkong nahm an den Olympischen Sommerspielen 1988 in Seoul, Südkorea, mit einer Delegation von 48 (38 Männer und zehn Frauen) teil.

## Teilnehmer nach Sportarten

### Bogenschießen
- Fok Ming Shan
Einzel: 77. Platz

- Lai Chi Hung
Einzel: 79. Platz

- Chan Siu Yuk
Frauen, Einzel: 60. Platz

### Fechten
- Choy Kam Shing
Florett, Einzel: 53. Platz
Florett, Mannschaft: 16. Platz
Degen, Mannschaft: 17. Platz

- Lee Chung Man
Florett, Einzel: 57. Platz
Florett, Mannschaft: 16. Platz

- Weng Tak Fung
Florett, Einzel: 65. Platz
Florett, Mannschaft: 16. Platz

- Tong King King
Florett, Mannschaft: 16. Platz
Degen, Einzel: 64. Platz
Degen, Mannschaft: 17. Platz

- Chan Kai Sang
Degen, Einzel: 59. Platz
Degen, Mannschaft: 17. Platz

- Tang Wing Keung
Degen, Einzel: 77. Platz
Degen, Mannschaft: 17. Platz

- Yung Yim King
Frauen, Florett, Einzel: 45. Platz

### Judo
- Lee Kan
Superleichtgewicht: 9. Platz

- Au Woon Yiu
Halbleichtgewicht: 20. Platz

- Chong Siao Chin
Leichtgewicht: 33. Platz

- Lam Lap Hing
Halbmittelgewicht: 14. Platz

- Ng Chiu Fan
Mittelgewicht: 19. Platz

### Kanu
- Tang Kwok Cheung
Einer-Kajak, 500 Meter: Halbfinale

- Luk Kwok Sun
Einer-Kajak, 1000 Meter: Viertelfinale

### Leichtathletik
- Leung Wing Kwong
100 Meter: Vorläufe
200 Meter: Vorläufe

- Ng Ka Yee
Frauen, 100 Meter: Vorläufe
Frauen, 200 Meter: Vorläufe

- Cheung Suet Yee
Frauen, 100 Meter Hürden: Vorläufe

### Radsport
- Hung Chung Yam
Straßenrennen, Einzel: 12. Platz
100 Kilometer Mannschaftsverfolgung: 25. Platz

- Leung Hung Tak
Straßenrennen, Einzel: 50. Platz
100 Kilometer Mannschaftsverfolgung: 25. Platz

- Chow Tai Ming
Straßenrennen, Einzel: 55. Platz

- Hui Chak Bor
100 Kilometer Mannschaftsverfolgung: 25. Platz

- Yu Kau Wai
100 Kilometer Mannschaftsverfolgung: 25. Platz

### Schießen
- Gilbert U
Freie Pistole: 29. Platz

### Schwimmen
- Li Khai Kam
50 Meter Freistil: 35. Platz
100 Meter Freistil: 50. Platz
4 × 100 Meter Freistil: 16. Platz

- Michael Wright
50 Meter Freistil: 39. Platz
100 Meter Freistil: 49. Platz
4 × 100 Meter Freistil: 16. Platz
4 × 100 Meter Lagen: 22. Platz

- Arthur Li
200 Meter Freistil: 51. Platz
400 Meter Freistil: 45. Platz
4 × 100 Meter Freistil: 16. Platz
200 Meter Lagen: 48. Platz

- Tsang Yi Ming
200 Meter Freistil: 56. Platz
4 × 100 Meter Freistil: 16. Platz
100 Meter Schmetterling: 39. Platz
4 × 100 Meter Lagen: 22. Platz

- Yip Hor Man
100 Meter Rücken: 42. Platz
200 Meter Lagen: 40. Platz
4 × 100 Meter Lagen: 22. Platz

- Watt Kam Sing
100 Meter Brust: 52. Platz
200 Meter Brust: 48. Platz
4 × 100 Meter Lagen: 22. Platz

- Hung Cee Kay
Frauen, 50 Meter Freistil: 35. Platz
Frauen, 100 Meter Freistil: 42. Platz
Frauen, 200 Meter Freistil: 42. Platz
Frauen, 4 × 100 Meter Freistil: 14. Platz
Frauen, 100 Meter Schmetterling: 31. Platz

- Tsang Wing Sze
Frauen, 50 Meter Freistil: 45. Platz
Frauen, 4 × 100 Meter Freistil: 14. Platz
Frauen, 100 Meter Rücken: 35. Platz

- Fenella Ng
Frauen, 100 Meter Freistil: 45. Platz
Frauen, 200 Meter Freistil: 36. Platz
Frauen, 4 × 100 Meter Freistil: 14. Platz

- Annemarie Munk
Frauen, 4 × 100 Meter Freistil: 14. Platz
Frauen, 100 Meter Schmetterling: 36. Platz
Frauen, 200 Meter Lagen: 32. Platz
Frauen, 400 Meter Lagen: 29. Platz

### Segeln
- Sam Wong
Windsurfen: 39. Platz

- Nicholas Bryan
Finn-Dinghy: 27. Platz

- Eric Lockyear
Flying Dutchman: 21. Platz

- Timothy Parsons
Flying Dutchman: 21. Platz

### Tischtennis
- Liu Fuk Man
Einzel: 17. Platz
Doppel: 25. Platz

- Lo Chuen Tsung
Einzel: 17. Platz
Doppel: 21. Platz

- Vong Lu Veng
Einzel: 33. Platz
Doppel: 21. Platz

- Chan Chi Ming
Doppel: 25. Platz

- Mok Ka Sha
Frauen, Einzel: 9. Platz
Frauen, Doppel: 11. Platz

- Hui So Hung
Frauen, Einzel: 25. Platz
Frauen, Doppel: 11. Platz

### Wasserspringen
- Tang Kei Shan
Kunstspringen: 34. Platz in der Qualifikation

- Wong Kin Chung
Kunstspringen: 35. Platz in der Qualifikation